# Centre de recherches sur la pomme de terre
Le Centre de recherches sur la pomme de terre (CRP) est un centre de recherche canadien consacré à la recherche  sur la pomme de terre principalement et sur d'autres cultures (petits fruits, plantes maraîchères...) secondairement. Situé à Fredericton au Nouveau-Brunswick, ce centre est l'un des dix-neuf centres de recherche fédéraux dépendants d'Agriculture et Agroalimentaire Canada (AAC), le ministère canadien de l'Agriculture.

## Variétés

### Banque de gènes
Le Centre de recherches sur la pomme de terre de Fredericton héberge une banque de gènes de pomme de terre qui conserve un ensemble de 120 variétés, y compris des variétés anciennes.
Cet organisme édite une publication annuelle, le « Bulletin de la Banque de gènes de pomme de terre ».

### Variétés créées
Depuis sa création, le Centre de recherches sur la pomme de terre de Fredericton a créé de nombreuses  variétés de pommes de terre dont 23 sont en production au Canada ou dans d'autres pays. Parmi celles-ci figurent notamment :
- 'Canso' (1951),
- 'Keswick' (1951),
- 'Fundy' (1958),
- 'Huron' (1958),
- 'Hunter' (1961),
- 'Sable' (1964),
- 'Chinook' (1965),
- 'Grand Falls' (1966),
- 'Cariboo' (1968),
- 'Belleisle' (1974),
- 'Tobique' (1976),
- 'Jemseg' (1978),
- 'Shepody' (1980),
- 'Carlton' (1982),
- 'Caribe' (1984),
- 'Novachip' (1991),
- 'Maple Gold' (2000),
- 'Rochdale Gold-Dorée' (2005).